# Mnemea phalerata
Mnemea phalerata là một loài bọ cánh cứng trong họ Cerambycidae.